# Contact Note
Contact Note (en español: Nota de contacto) es el segundo álbum de estudio del compositor-productor inglés Jon Hopkins. Fue publicado el 9 de agosto de 2004 a través del sello independiente Just Music.
Similar a su álbum debut, Opalescent, el material fue comparado con las canciones atmosféricas del dúo Zero 7. En contraste, el álbum falló en ganar tracción comercial, con Hopkins optando por colaborar con Brian Eno en su álbum de estudio Another Day on Earth.

## Concepto
De manera retrospectiva, Hopkins fue crítico de su primer álbum por tener «un sonido ingenuo», decidiendo enfocarse en un proceso extenso de aprendizaje musical, tomando un año completo en componer y desarrollar nuevo material. Gracias al uso de unas canciones suyas en la serie Sex and the City, pudo enfocarse en trabajar el álbum sin tener que recurrir a otros trabajos de remezclas, debido al pago de regalías recibido. Con un aspecto más cinemático y sobre producido, dentro de las colaboraciones vocales aparecen Imogen Heap y Lisa Lindley-Jones en múltiples canciones. La mayoría de las grabaciones fueron realizadas en el estudio Nightlight durante 2003, siendo masterizado por Simon Heyworth en abril de 2004, en Devon.
Sobre ese proceso de afinar al máximo los detalles menores, lo considera como una de las cosas que tuvo que cambiar en su producción, tomando consejos de Brian Eno sobre usar más improvisación como base. En una entrevista de 2010, describe al álbum como “gentil y sin intensidad; además en ese tiempo tenía una vida horrible, buscando por más y escribiendo canciones como forma de escapismo”.

## Lista de canciones
Todas las canciones escritas y compuestas por Jon Hopkins. 
| N.º   | Título          | Duración |  |
| 1.    | «Circle»        | 5:48     |  |
| 2.    | «Second Sense»  | 5:13     |  |
| 3.    | «Contact Note»  | 7:47     |  |
| 4.    | «Searchlight»   | 2:16     |  |
| 5.    | «Symmetry»      | 5:12     |  |
| 6.    | «100»           | 6:00     |  |
| 7.    | «Glasstop»      | 2:43     |  |
| 8.    | «Sleepwalker»   | 4:34     |  |
| 9.    | «Reprise»       | 3:14     |  |
| 10.   | «Nightjar»      | 7:31     |  |
| 11.   | «Black and Red» | 3:25     |  |
| 12.   | «Luna Moth»     | 5:38     |  |
| 61:21 |                 |          |  |

## Créditos y personal
Adaptados desde AllMusic.
- Jon Hopkins – artista principal, arte, composición, producción.
- Simon Heyworth – masterización.
- Andy Saunders – ingeniero de piano.
- Xerxes – scratching.
- Jeremy Sandbrook – bajo.
- Imogen Heap – vocales.
- Lisa Lindley-Jones – vocales.
- Jacob Singer – vocales.
- John Martyn – autor citado.
- Ryan Art – diseño de carátula.
- Nick Jell – fotografía.
- Kem Chamberlain – imágenes.